# Parral de las Huertas
Parral de las Huertas är en ort i Mexiko.   Den ligger i kommunen Jerez och delstaten Zacatecas, i den centrala delen av landet, 500 km nordväst om huvudstaden Mexico City. Parral de las Huertas ligger 2 196 meter över havet och antalet invånare är 112.
Terrängen runt Parral de las Huertas är huvudsakligen kuperad, men åt sydost är den platt. Runt Parral de las Huertas är det ganska glesbefolkat, med 31 invånare per kvadratkilometer. Närmaste större samhälle är Jerez de García Salinas, 13,1 km sydost om Parral de las Huertas. Omgivningarna runt Parral de las Huertas är i huvudsak ett öppet busklandskap.